# 双ツ龍徳義

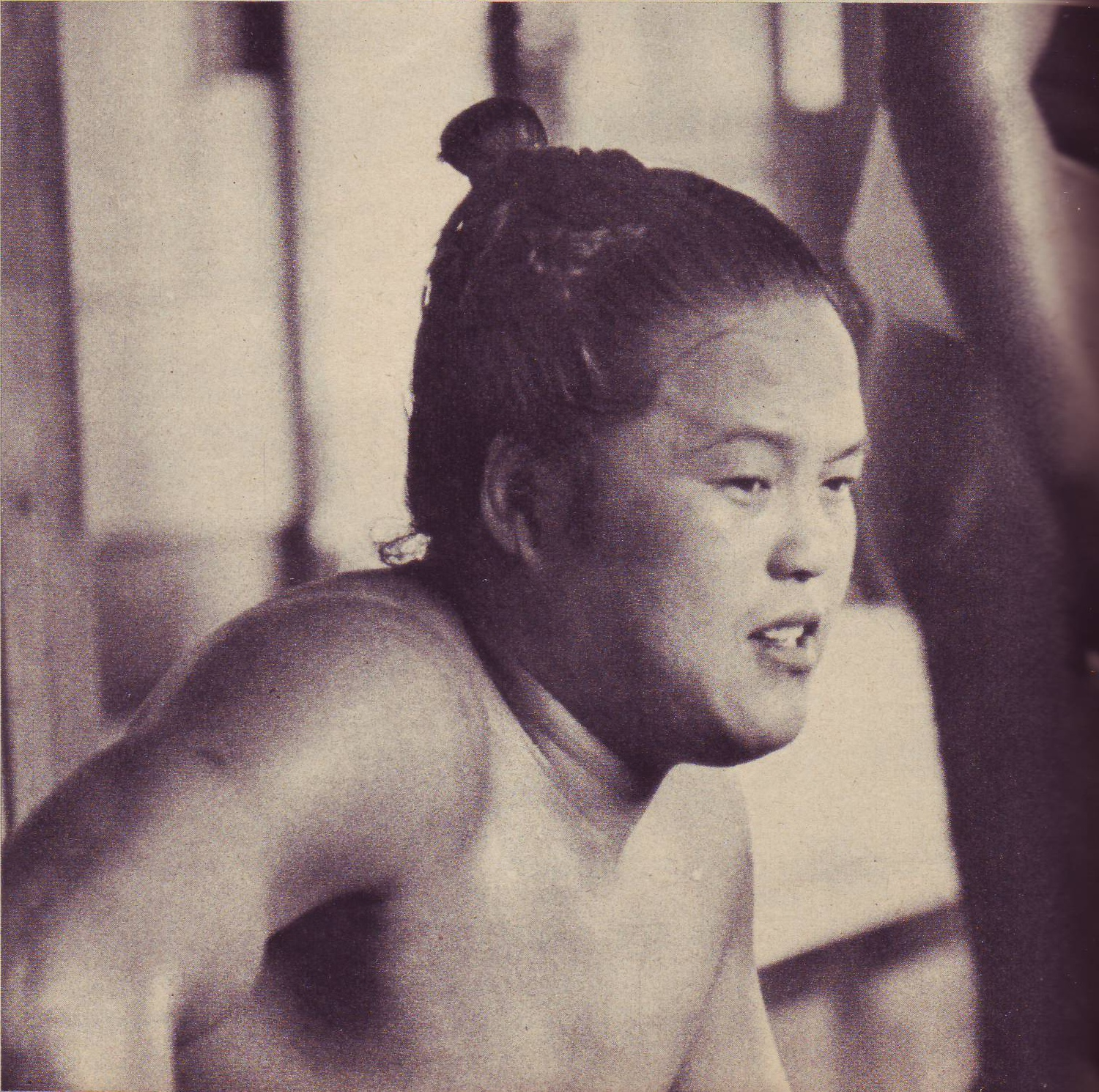
双ッ龍徳義（1959年）

双ッ龍 徳義（ふたつりゅう とくよし、1930年3月3日 - 2006年2月4日）は、北海道室蘭市出身で時津風部屋に所属した元大相撲力士。本名は荒木 徳義（あらき とくよし）。身長185cm、体重108kg。得意手は右四つ、吊り、上手投げ。最高位は東前頭筆頭（1954年9月場所）。

## 来歴・人物
父親は、富士製鐵（現・新日本製鐵）に勤務する鉄鋼マンだった。自身も富士製鐵に勤務していたが双葉山に憧れ、4日かけて当時時津風部屋が太平洋戦争中の疎開先として福岡県太宰府に設立した「双葉山相撲錬成道場」まで訪ねて同部屋へ入門した。1947年6月場所にて、17歳で初土俵。新弟子時代は戦後であり力士といえど食べ放題、飲み放題ではなかったため、1956年の座談会では「今の弟子は恵まれている」と当時とを比較している。1952年1月場所で十両に昇進し、この地位を僅か2場所で通過、同年9月場所で入幕を果たした。
以後主に幕内上位で活躍、八頭身で足が長く人懐こい風貌で人気が有り、185cmという当時としては長身の部類に入った身体からなる深い懐を生かして吊るか上手投げを打つ速攻の取り口を得意とした。だが、軽量の上腰高で脇も甘く、攻められると弱かったため大成できなかった。また、淡泊な性格も出世を阻んだといえる。1960年9月場所10日目から同年11月場所千秋楽まで21連敗を記録しており、これは年6場所制定着以降の関取連敗記録1位として残っている。11月場所で15戦全敗を喫した際には師匠から「あきらめずによく頑張った」と労をねぎらわれた。
1961年1月場所を最後に引退し、その後は年寄・音羽山から同・粂川を襲名して1995年3月に停年を迎えるまで時津風部屋付きの親方として後進の指導に当たったほか、審判委員も長く務めた。温厚な常識人としても知られ、山田英俊こと後の大関・北葉山は、同郷でもあった双ッ龍を慕って時津風部屋へ入門した。
2006年2月4日、逝去。75歳没。

## エピソード
- 親方時代には暇があると新聞を読み、話題が豊富であった[3]。
- 審判委員時代のある年の九州場所中に虫歯に罹ってしまったが保険証を東京都内の自宅に置いておいてしまっていた上に歯科医院もどこにあるかわからず困っていたところに後援者が心配そうに声を掛けたので、その後援者に事情を話した。するとその後援者は歯科医であったので無料で治療してもらったが、一度目は健全な歯の方を間違えて抜いてしまったので再度治療を受けて虫歯の方を抜いてもらった。後日、雑誌で歯の話が出るたびに前者の医療ミスについて「只なので文句は言えない。」と振り返っていた[3]。
- 1950年春場所中、同じく三段目であった星甲良夫と、当時幕下であった鶴嶺山が兄弟子の鏡里に飲みにつれていってもらった時、鏡里が「俺はこれから二次会行かなきゃならんから、お前ら先帰れ」と当時の双ツ龍ら3人の若い衆をタクシーで帰した。だが、当時の鏡里にとってたった1枚しかなく、12代時津風から譲ってもらって使用し始めたばかりの大事な袴[4]をタクシーに置いて行ってしまった。酔っ払っていて運賃のことで運転手と揉めていた時に、紛失しないようにわざわざ紐で手に縛り付けておいた袴を無意識の内にタクシーに放り出してしまったのである。双ツ龍は酔った勢いで運転手を捲し立て運賃は規定額ではなく適当な額を持たせたため、運転手は怒ったのか逃げてしまった。しばらくして気付いたため元力士の警察官などに捜査してもらったが、結局袴は見つからなかった。なお、警察官に運賃はいくら払ったかと聞かれた際「規定額満額を払った」と誤魔化したという。袴を失くしたことを話したのは2、3日後のことであった。鏡里が横綱、大関を2人倒して勝ち越しが決まって機嫌が良かった時を見計らって謝ろうと思い、夏用のものだけは残っていたので女将に頼んで12代時津風のお下がりを貰った。それから実際に3人で怒られに行ったが、タイミングが良かったためあまり怒られなかった。このことに関しては若葉山が1956年の座談会で「自動車賃ちゃんと払っとけば出たかもしれないね。そんなボロクソにやられたら、俺が運転手なら気がついたっても返さないゾ(笑)」と笑っていた[5]。

## 主な成績・記録
- 通算成績：385勝400敗 勝率.490
- 幕内成績：239勝301敗 勝率.443
- 現役在位：56場所
- 幕内在位：36場所
- 金星：4個（千代の山2個・栃錦2個）
- 各段優勝
  - 十両優勝：1回（1960年3月場所）
  - 幕下優勝：1回（1951年1月場所）

### 場所別成績
| | 一月場所 初場所（東京） | 三月場所 春場所（大阪） | 五月場所 夏場所（東京） | 七月場所 名古屋場所（愛知） | 九月場所 秋場所（東京） | 十一月場所 九州場所（福岡） |
| --- | ----------------------- | ----------------------- | ----------------------- | --------------------------- | ----------------------- | --------------------------- |
| 1947年 （昭和22年） | x                       | x                       | 新序 3–2                | x                           | x                       | 東序ノ口4枚目 3–3           |
| 1948年 （昭和23年） | x                       | x                       | 東序二段16枚目 4–2      | x                           | 西序二段筆頭 2–4        | x                           |
| 1949年 （昭和24年） | 東序二段6枚目 9–3       | x                       | 西三段目12枚目 7–8      | x                           | 東三段目14枚目 8–7      | x                           |
| 1950年 （昭和25年） | 東三段目12枚目 9–6      | x                       | 東三段目2枚目 6–9       | x                           | 東三段目6枚目 10–5      | x                           |
| 1951年 （昭和26年） | 西幕下24枚目 優勝 12–3  | x                       | 東幕下7枚目 9–6         | x                           | 西幕下2枚目 10–5        | x                           |
| 1952年 （昭和27年） | 東十両12枚目 10–5       | x                       | 西十両5枚目 10–5        | x                           | 西前頭19枚目 8–7        | x                           |
| 1953年 （昭和28年） | 東前頭16枚目 5–10       | 東前頭20枚目 5–10       | 東十両3枚目 10–5        | x                           | 東前頭18枚目 10–5       | x                           |
| 1954年 （昭和29年） | 西前頭12枚目 10–5       | 西前頭5枚目 9–6         | 東前頭2枚目 8–7         | x                           | 東前頭筆頭 6–9          | x                           |
| 1955年 （昭和30年） | 西前頭4枚目 7–8 ★       | 東前頭6枚目 7–8 ★       | 西前頭6枚目 5–10        | x                           | 東前頭9枚目 10–5        | x                           |
| 1956年 （昭和31年） | 西前頭筆頭 4–11         | 西前頭5枚目 7–8         | 東前頭6枚目 10–5 ★      | x                           | 西前頭2枚目 7–8         | x                           |
| 1957年 （昭和32年） | 西前頭2枚目 6–9         | 東前頭5枚目 5–10        | 東前頭9枚目 8–7         | x                           | 西前頭6枚目 8–7         | 東前頭5枚目 6–9             |
| 1958年 （昭和33年） | 東前頭6枚目 8–7         | 西前頭4枚目 4–11        | 西前頭8枚目 9–6         | 東前頭3枚目 5–10            | 西前頭8枚目 8–7         | 西前頭6枚目 2–13            |
| 1959年 （昭和34年） | 東前頭15枚目 8–7        | 西前頭12枚目 8–7        | 東前頭12枚目 6–9        | 東前頭15枚目 7–8            | 東前頭16枚目 2–13       | 東十両6枚目 12–3            |
| 1960年 （昭和35年） | 東前頭16枚目 5–10       | 西十両3枚目 優勝 12–3   | 東前頭14枚目 8–7        | 東前頭9枚目 5–10            | 東前頭12枚目 3–12       | 東十両4枚目 0–15            |
| 1961年 （昭和36年） | 東十両17枚目 引退 0–0–0 | x                       | x                       | x                           | x                       | x                           |
| 各欄の数字は、「勝ち-負け-休場」を示す。 優勝 引退 休場 十両 幕下 三賞：敢=敢闘賞、殊=殊勲賞、技=技能賞 その他：★=金星 番付階級：幕内 - 十両 - 幕下 - 三段目 - 序二段 - 序ノ口 幕内序列：横綱 - 大関 - 関脇 - 小結 - 前頭（「#数字」は各位内の序列） |                         |                         |                         |                             |                         |                             |

### 幕内対戦成績
| 力士名     | 勝数 | 負数 | 力士名   | 勝数 | 負数 | 力士名       | 勝数 | 負数 | 力士名         | 勝数 | 負数 |
| ---------- | ---- | ---- | -------- | ---- | ---- | ------------ | ---- | ---- | -------------- | ---- | ---- |
| 朝汐(米川) | 1    | 9    | 東海     | 0    | 1    | 東富士       | 0    | 2    | 愛宕山         | 4    | 3    |
| 五ッ洋     | 1    | 2    | 岩風     | 2    | 9    | 宇田川       | 1    | 3    | 及川           | 5    | 8    |
| 追手山     | 2    | 0    | 大瀬川   | 7    | 2    | 大起         | 6    | 5    | 大ノ浦         | 1    | 0    |
| 大晃       | 8    | 4    | 小城ノ花 | 1    | 2    | 大蛇潟       | 2    | 1    | 海山           | 6    | 9    |
| 甲斐ノ山   | 1    | 1    | 開隆山   | 1    | 1    | 金ノ花       | 4    | 2    | 神生山         | 1    | 0    |
| 神錦       | 3    | 2    | 清ノ森   | 3    | 2    | 九州錦       | 3    | 1    | 国登           | 9    | 5    |
| 鯉の勢     | 1    | 2    | 琴ヶ濱   | 4    | 7    | 櫻國         | 1    | 0    | 信夫山         | 6    | 12   |
| 嶋錦       | 11   | 5    | 清水川   | 3    | 6    | 大龍         | 2    | 0    | 高錦           | 0    | 2    |
| 玉乃海     | 5    | 6    | 玉響     | 2    | 2    | 千代の山     | 2    | 8    | 常錦           | 1    | 1    |
| 常ノ山     | 1    | 4    | 輝昇     | 1    | 0    | 出羽錦       | 6    | 11   | 出羽湊         | 4    | 2    |
| 富樫       | 0    | 3    | 栃錦     | 2    | 12   | 栃光         | 4    | 8    | 鳴門海         | 11   | 4    |
| 成山       | 5    | 16   | 白龍山   | 1    | 1    | 羽嶋山       | 7    | 10   | 花田           | 0    | 1    |
| 羽子錦     | 2    | 4    | 緋縅     | 0    | 4    | 備州山       | 3    | 1    | 広瀬川         | 4    | 3    |
| 福田山     | 4    | 1    | 福乃里   | 2    | 0    | 房錦         | 1    | 5    | 藤田山         | 2    | 1    |
| 冨士錦     | 2    | 1    | 二瀬山   | 4    | 3    | 前ヶ潮       | 1    | 0    | 前ノ山(佐田岬) | 0    | 2    |
| 増巳山     | 1    | 0    | 松登     | 4    | 9    | 三根山       | 8    | 6    | 宮錦           | 7    | 4    |
| 明歩谷     | 2    | 0    | 八染     | 2    | 0    | 豊山         | 1    | 0    | 吉井山         | 4    | 2    |
| 芳野嶺     | 11   | 1    | 吉葉山   | 0    | 4    | 若瀬川       | 7    | 6    | 若秩父         | 0    | 4    |
| 若ノ海     | 2    | 9    | 若乃國   | 0    | 4    | 若乃花(初代) | 3    | 7    | 若前田         | 3    | 7    |
| 若三杉     | 0    | 2    |          |      |      |              |      |      |                |      |      |

## 改名歴
- 荒木（あらき、1947年11月場所-1950年1月場所）
- 双ッ竜（ふたつりゅう、1950年5月場所・1951年1月場所）
- 双ッ龍（ふたつりゅう、1950年9月場所・1951年5月場所-1961年1月場所）

## 年寄歴
- 音羽山（おとわやま、1961年1月-同年3月）
- 粂川（くめがわ、1961年3月-1995年3月）